# UR-12
UR-12 (7-metoksi-1-(2-morfolinoetil)-N-((1S,2S,4R)-1,3,3-trimetilbiciklo[2.2.1]heptan-2-il)-1H-indol-3-karboksamid, ili N-(S)-Fenhil-1-(2-morfolinoetil)-7-metoksindol-3-karboksamid) je lek koji je razvila kompanija Bristol-Majers Skvib. On deluje kao relativno selektivni agonist perifernih kanabinoidnih receptora. UR-12 ima umeren afinitet za CB2 receptore sa Ki vrednošću od 11 nM, i 22 puta niži afinitet za psihoaktivne CB1 receptore, Ki od 245 nM. Indol 2-metilni derivat ima suprotni odnos afiniteta, Ki od 8 nM za CB1 i 29 nM za CB2, što je u kontrastu sa neobičnim trendom da 2-metil derivat ima povećanu selektivnost za CB2 (cf. JWH-018 vs JWH-007, JWH-081 vs JWH-098).
On je hemijski blisko srodan sa jednim drugim indol-3-karboksamidnim sintetičkim kanabinoidom, Org 28611, koji ima različiti cikloalkilni supstituent na karboksamidu, i cikloheksilmetilnu grupu zamenjenu morfoliniletilom, kao i sa JWH-200 ili A-796,260. Otkriće ovih jedinjenja je dovelo do razvoja velikog broja srodnih indol-3-karboksamid kanabinoidnih liganda.

## Literatura
- John Hynes., Katerina Leftherisa, Hong Wua, Chennagiri Pandita, Ping Chena, Derek J. Norrisa, Bang-Chi Chenb, Rulin Zhaob, Peter A. Kienerc, Xiaorong Chenc, Lori A. Turkc, Vina Patil-Kootac, Kathleen M. Gilloolyc, David J. Shuterc and Kim W. Mclntyrec. „C3 Amido-indole cannabinoid receptor modulators”. Bioorganic and Medical Chemistry Letters. 12 (17). 2. 9. 2002., pages 2399-2402
- Frost, Jennifer M.; Dart, Michael J.; Tietje, Karin R.; Garrison, Tiffany R.; Grayson, George K.; Daza, Anthony V.; El-Kouhen, Odile F.; Yao, Betty B.; Hsieh, Gin C.; Pai, Madhavi; Zhu, Chang Z.; Chandran, Prasant; Meyer, Michael D. (2010). „Indol-3-ylcycloalkyl Ketones: Effects of N1 Substituted Indole Side Chain Variations on CB2 Cannabinoid Receptor Activity”. Journal of Medicinal Chemistry. 53 (1): 295—315. PMID 19921781. doi:10.1021/jm901214q.
- Chin, C-L; Tovcimak, A. E.; Hradil, V. P.; Seifert, T. R.; Hollingsworth, P. R.; Chandran, P.; Zhu, C. Z.; Gauvin, D.; Pai, M.; Wetter, J.; Hsieh, G. C.; Honore, P.; Frost, J. M.; Dart, M. J.; Meyer, M. D.; Yao, B. B.; Cox, B. F.; Fox, G. B. (2008). „Differential effects of cannabinoid receptor agonists on regional brain activity using pharmacological MRI”. British Journal of Pharmacology. 153 (2): 367—379. PMC 2219521 . PMID 17965748. doi:10.1038/sj.bjp.0707506.